# Cartel (spectacle)
Pour les articles homonymes, voir Cartel.
Cartel est un spectacle créé en 2013 par Michel Schweizer au Théâtre d'Arles.

## Le spectacle

### Historique
Le spectacle est coproduit par l'Opéra national de Bordeaux, La Villette, la Scène nationale d'Orléans, l'OARA  (Bordeaux), la MC2 Grenoble, le Théâtre d'Arles, La Filature  (Mulhouse), Le Manège de Reims, la Scène nationale de Montbéliard, le Malandain Ballet Biarritz, le Théâtre de la Cité Internationale, la Maison du Portugal, la Maison du Brésil et le CND.
Michel Schweizer invite Cyril Atanassoff et Jean Guizerix anciens danseurs étoiles renommés, parvenus à un âge où la pratique de la scène quitte leur quotidien à remonter sur celle ci. Il invite également la chanteuse et performeuse Dalila Khatir ainsi qu'un jeune danseur en début de carrière Romain Di Fazio.

### Thématiques
Le spectacle est fait d'instants dansés, mais aussi de dialogues, de confidences sur le travail avec Merce Cunningham ou de passages chantés. Ainsi, Schweizer questionne les notions de représentation du corps, de transmission, d’accomplissement personnel, d’appartenance au groupe et transforme le plateau en un laboratoire social et artistique. Il rend ainsi hommage à la danse.
Durant le spectacle, trois cyclistes volontaires pédalent, l'éclairant en partie.

### Tournée
Le spectacle est en tournée de 2013 à 2017.

## Distribution
- Conception et mise en scène : Michel Schweizer
- Interprétation : Cyril Atanassoff, Romain Di Fazio, Jean Guizerix, Maël Iger, Dalila Khatir et Michel Schweizer
- Scénographie : Michel Schweizer
- Collaboration artistique : Cécile Broqua
- Lumières : Yves Godin
- Son : Nicolas Barillot
- Régie générale : Jeff Yvenou
- Construction : Jean-Luc Petit, Alexandre Burdin-François, Théo Reichel, Johann Loiseau

- Administration : Hélène Vincent
- Production et diffusion : Nathalie Nilias